# 게오르크 3세 폰 발트부르크차일

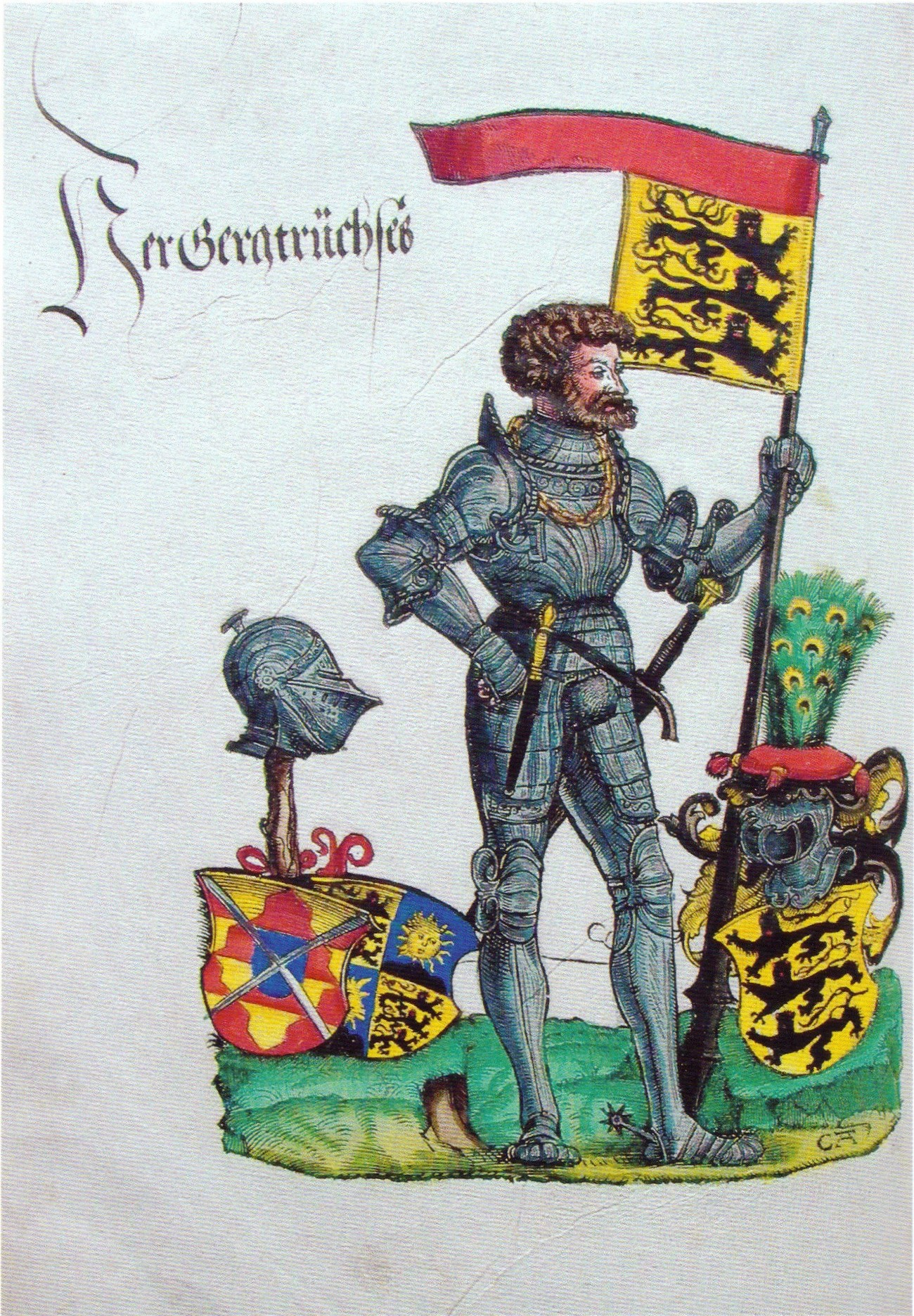
1526년경 한스 부르크마이어가 그린 그림.

게오르크 3세 폰 발트부르크차일(독일어: Georg III. von Waldburg-Zeil: 1488년 1월 25일-1531년 5월 29일)은 신성로마제국의 귀족이다. 슈바벤 동맹 소속으로, 독일농민전쟁 당시 진압군을 지휘했다. 발트부르크가 출신이다.
1508년부터 울리히 폰 뷔르템베르크 공작을 섬겼고 가난한 콘라트의 난을 진압했다. 1516년에는 신성로마황제 막시밀리안 1세가 이탈리아에서 프랑스군과 싸울 때 바이에른군에서 종군했다. 이듬해엔 슈바벤 동맹에서 복무하여 옛 주군 울리히 공작을 뷔르템베르크에서 쫓아냈다. 1525년 사촌 빌헬름으로부터 뷔르템베르크 지사직을 물려받았다. 1526년 7월 27일 톨레도에서 신성로마황제 카를 5세로부터 "제국세습궁내관(Reichserbtruchsess)"의 작위를 받았다.
게오르크 폰 발트부르크는 독일농민전쟁 때 농민 반란군을 가혹하게 진압하여 "농민고문자(독일어: Bauernjörg 바우에른이외르크[*])이라는 악명을 얻었다. 1525년 민란이 막 터졌을 당시 신성로마제국의 군대 대부분은 이탈리아 전쟁에 종군하고 있었다. 게오르크에게는 신용할 수 없는 란츠크네히트 4,000 명 밖에 병력이 없었고, 처음에는 반란 민중과 타협할 수밖에 없었다. 하지만 파비아 전투에서 황제군이 프랑스군에 승리를 거두면서 많은 군인들이 남독일로 귀향하여 게오르크에게 징집되었다.
게오르크의 지휘 하에 진압군은 농민군에게 승리를 거둘 뿐 아니라 그들을 끝까지 쫓아가서 고문하고 죽였다. 문헌에 따라 70,000 명에서 130,000 명이 살육되었다고 전한다. 민란이 진압된 뒤 게오르크는 민란 동안 자신이 평정했던 땅들을 다스리며 살아남은 민중들에게 몸값을 받았다.